# Набэсима Наотомо (1622—1709)
Набэсима Наотомо (яп. 鍋島 直朝, 3 марта 1622 — 19 декабря 1709) — японский даймё периода Эдо, 3-й правитель княжества Касима (1642—1672).

## Биография
Родился в замке Сага как девятый сын Набэсимы Кацусигэ, 2-го даймё Саги. Мать, Когэн-ин (Кикухимэ), приёмная дочь Токугавы Иэясу и родная дочь Окабэ Нагамори.
В 1636 году отец передал его в семью Набэсимы Масасигэ, 2-го даймё Касимы, в качестве приёмного сына. В 1642 году Кацусигэ вынудил Масасигэ уйти в отставку, и Наотомо стал следующим даймё Касимы.
9 декабря 1672 года Наотомо передал княжество своему третьему сыну Набэсима Наоэда и ушёл на покой. В 1709 году Набэсима Наотомо умер в возрасте 87 лет.
Считается, что Наотомо был мастером кэндзюцу, а также преуспел в каллиграфии, живописи и кадо. Автопортрет в стиле ямато-э, который был написан в 1662 году, является свидетельством его мастерства. Также Набэсима Наотомо заложил фундамент для развития современного города Касима.